# W62T
W62T（だぶりゅーろくにてぃー）は、東芝、および東芝モバイルコミュニケーション社（現・FCNT）が開発した、auブランドを展開するKDDIおよび沖縄セルラー電話 のCDMA 1X WIN対応携帯電話である。

## 特徴
W51T、W53Tの流れを継いでおり、W53Tの後継機種にあたる端末でKCP+やLISMO VIDEO等の最新機能を利用する事が可能となっており、カメラ機能もW53Tの196万画素から324万画素に強化されている。高機能なミドルレンジクラスの端末としては比較的珍しく、主にエルダー層をターゲットとしている。
なおW51T、W53Tと異なり2軸ヒンジは採用されていないが、代わりにディスプレイの背面部の材質にはアルミが採用されておりデザイン面において上質感を演出するのに役立っている。
このモデルの実質的なマイナーチェンジモデルは、2008年9月に発表されたW64Tである。ちなみに、電池パックはA5523TおよびW51T、W64Tと同じ物（5523UAA）を使用している。
ただしKCP+対応にも関わらず、同時発表されたソニー・エリクソン・モバイルコミュニケーションズ製のre (W63S)同様Bluetoothには対応していない。（これはW64Tや後発のT002、PLY、E08Tも同様）

## 沿革
- 2008年（平成20年）
  - 6月3日 - KDDI、および東芝より公式発表。
  - 6月10日 - 全国にて一斉発売。
  - 12月 - 販売終了。
- 2012年7月22日 - L800MHz（旧800MHz帯・CDMA Banclass 3）帯エリアによる音声・通信サービスの停波によりそれ以降はN800MHz帯エリアおよび2GHz（CDMA Bandclass 6）帯エリアの各音声・通信サービスで利用する事となる。
- 2022年3月31日 - 同キャリアにおける3Gサービスの完全終了・停波により、当機種は全て使用不可となる[1][2]。

## 対応サービス
| 主な対応サービス                                       | 主な対応サービス                 | 主な対応サービス                                             | 主な対応サービス                |
| ------------------------------------------------------ | -------------------------------- | ------------------------------------------------------------ | ------------------------------- |
| au LISTEN MOBILE SERVICE                               | LISMOビデオクリップ              | LISMO Video                                                  | EZ着うたフル EZ着うたフルプラス |
| au BOX                                                 | ワイヤレスミュージック           | au Smart Sports Run & Walk Karada Manager カロリーカウンター | EZナビウォーク 3D・声de入力対応 |
| EZ助手席ナビ                                           | 安心ナビ                         | 災害時ナビ                                                   | ナカチェン                      |
| EZアプリ FullGame! Bluetooth対戦                       | EZアプリ(BREW)                   | オープンアプリプレイヤー                                     | PCサイトビューアー              |
| EZケータイアレンジ アレンジメニュー                    | au oneガジェット                 | じぶん銀行アプリ (ダウンロードが必要)                        | EZ・FM                          |
| EZチャンネル EZチャンネルプラス EZニュースフラッシュ   | Touch Message                    | EZFeliCa                                                     | ケータイ de PCメール            |
| デコレーションメール 絵しゃべりメール ラッピングメール | デコレーションアニメ             | au one メール                                                | 緊急通報位置通知                |
| ワンセグ                                               | グローバルパスポート (CDMA・GSM) | 赤外線通信 (irSimple)                                        | Bluetooth                       |

## 不具合
2008年8月22日に以下の不具合の修正がケータイアップデートにより行われた。
- EZweb等利用中に電源のリセットやキー操作を受け付けない状態になる場合がある
- EZwebの接続やEメールの通信に失敗する場合がある
- カメラを起動中にキー操作やカメラ切替を行った場合電源がリセットする場合がある
- 待受画面に設定していない時計やカレンダーが表示される場合がある
- 消費電力を抑える機能が正しく動作しない場合がある
- キー操作の度に液晶バックライトの輝度が変わり画面がチカチカして見える場合がある
- ケータイサイトの会員登録や登録済サイトへの接続ができない場合がある

2008年10月24日に以下の不具合の修正がケータイアップデートにより行われた。
- 2画面状態でケータイサイトのページ更新を行うと、電源のリセットやキー操作を受付けない状態になる場合がある
- 会員登録済の特定サイトにおいて、初期値が入力項目に表示されない場合がある